# Zygocera elongata
Zygocera elongata är en skalbaggsart som beskrevs av Stefan von Breuning 1939. Zygocera elongata ingår i släktet Zygocera och familjen långhorningar. Inga underarter finns listade i Catalogue of Life.